# بطيش
بطيش ((بالعبرية: פַּטִּישׁ)؛ حرفيًا: المطرقة أو فطيس بالعربية) هو موشاف في جنوب إسرائيل يقع في شمال غرب النقب قرب أوفاكيم، ويقع تحت اختصاص مجلس مرحافيم الإقليمي. في عام 2019 كان عدد سكانه 947 .

## التاريخ
تم تأسيس القرية في 3 مارس 1950، وتمت تسميتها باسم خربة بطيش القريبة. في البداية تم جلب المهاجرين من مصر لتسوية الموقع. ومع ذلك ، رفضوا مغادرة الشاحنة التي نقلتهم إلى الموقع. بعد عدة محاولات، استقرت مجموعة من اليهود الأكراد في الموشاف في شهر مايو من ذلك العام.
في مارس 1955 هاجم فدائيون فلسطينيون من قطاع غزة حفل زفاف في القرية بقنابل يدوية قُتل فيها ضيفًا وأصيب 24 آخرين.

## وصلات خارجية
- بطيش مركز معلومات النقب.